# Petra Horneber
Petra Horneber, född 21 april 1965 i Floss, är en tysk sportskytt.
Horneber blev olympisk silvermedaljör i luftgevär vid sommarspelen 1996 i Atlanta.